# Connor Jessup
Connor William Jessup (* 23. června 1994, Toronto, Ontario, Kanada) je kanadský herec, spisovatel a režisér. Je známý rolemi jako Ben Mason v televizním seriálu TNT sci-fi Falling Skies (2011–2015), Taylor Blaine a Coy Henson v antologickém seriálu ABC American Crime (2016–2017) a Tyler Locke v seriálu Netflix Locke & Key (od roku 2020). Hrál také v celovečerních filmech, zejména v oceněných Blackbird (2012) a Closet Monster (2015).

## Kariéra

### Herectví
Začal hrát v 11 letech jako dětský herec. Po různých raných zaměstnáních, včetně role ve scénické adaptaci The Full Monty, dostal hlavní roli v dětském televizním seriálu The Saddle Club, za který je také považován za konceptualizaci zápletky jedné epizody. Působil jako vedoucí producent pro nezávislý film Amy George, který se hrál na Mezinárodním filmovém festivalu v Torontu v roce 2011.

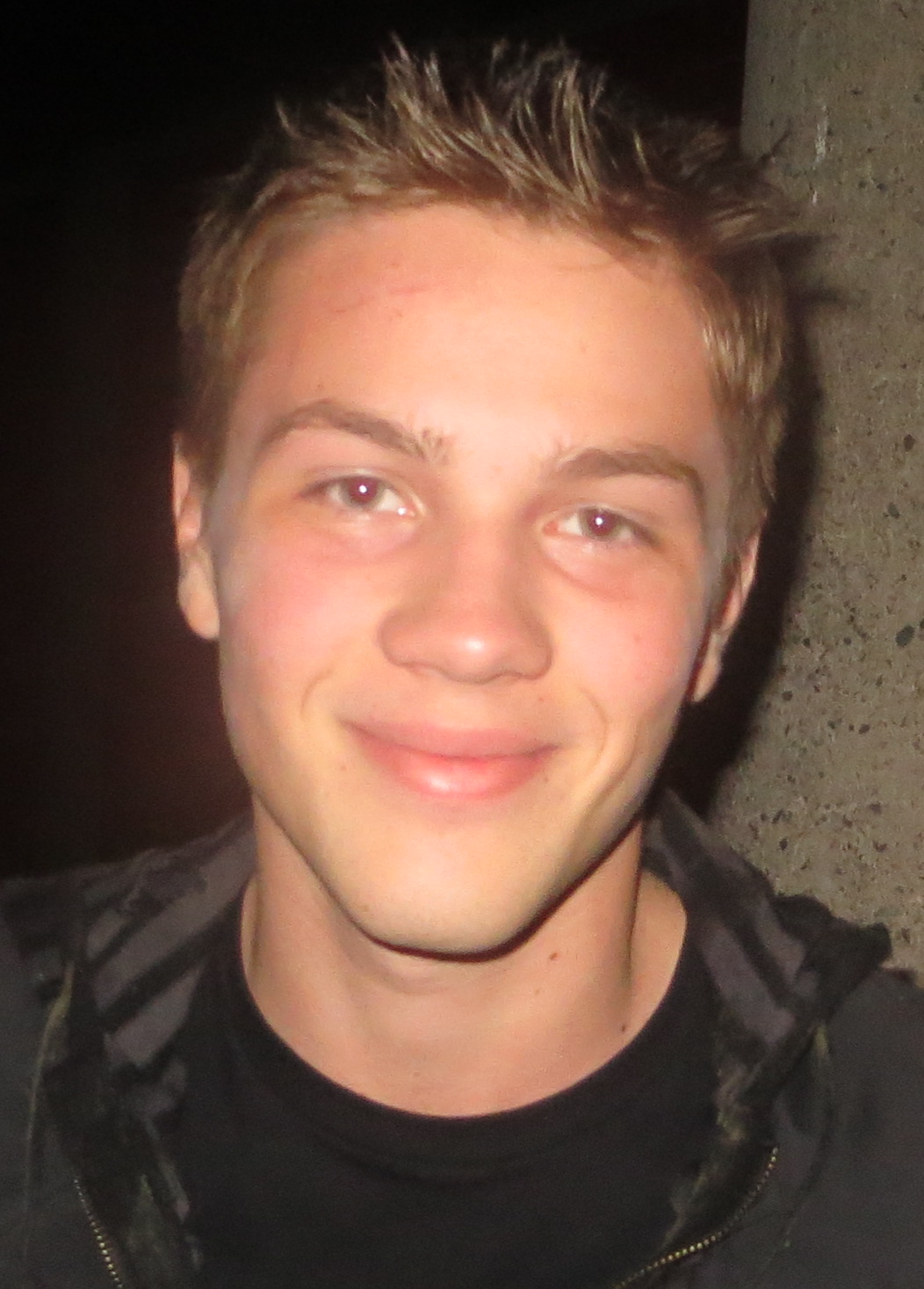
Jessup na natáčení Falling Skies (2013)

V roce 2011 byl obsazen jako hlavní postava ve sci-fi seriálu TNT Falling Skies. Hrál v seriálu pět sezón.
V roce 2012 si zahrál v kanadském nezávislém filmu Blackbird, ve kterém hrál problémového teenagera falešně obviněného z plánování střelby ve škole. Jeho výkon získal pozitivní recenze a film získal různá ocenění, včetně ceny za nejlepší kanadský první celovečerní film na Mezinárodním filmovém festivalu v Torontu v roce 2012. Film získal tři ceny na filmovém festivalu v Atlantiku a získal cenu na Mezinárodním filmovém festivalu ve Vancouveru za nejlepší kanadský hraný film. Promítal se také na filmovém festivalu v Cannes.
V roce 2015 si také zahrál v celovečerním filmu Closet Monster, který získal Cenu za nejlepší kanadský film na Mezinárodním filmovém festivalu v Torontu v roce 2015 a byl promítán na různých filmových festivalech po celém světě, než byl následně v červenci 2016 uveden na celostátní trh.
V roce 2016 hrál v seriálu American Crime, který získal cenu Emmy, jako Taylor Blaine. Jeho výkon byl chválen kritiky. Vrátil se na třetí sezónu jako Coy Henson.
V roce 2018 byl Jessup obsazen jako Tyler Locke, jedna z hlavních rolí v sérii Netflix Locke & Key (česky Zámek a klíč), adaptaci stejnojmenného populárního komiksového seriálu Joe Hilla a Gabriela Rodrigueze.

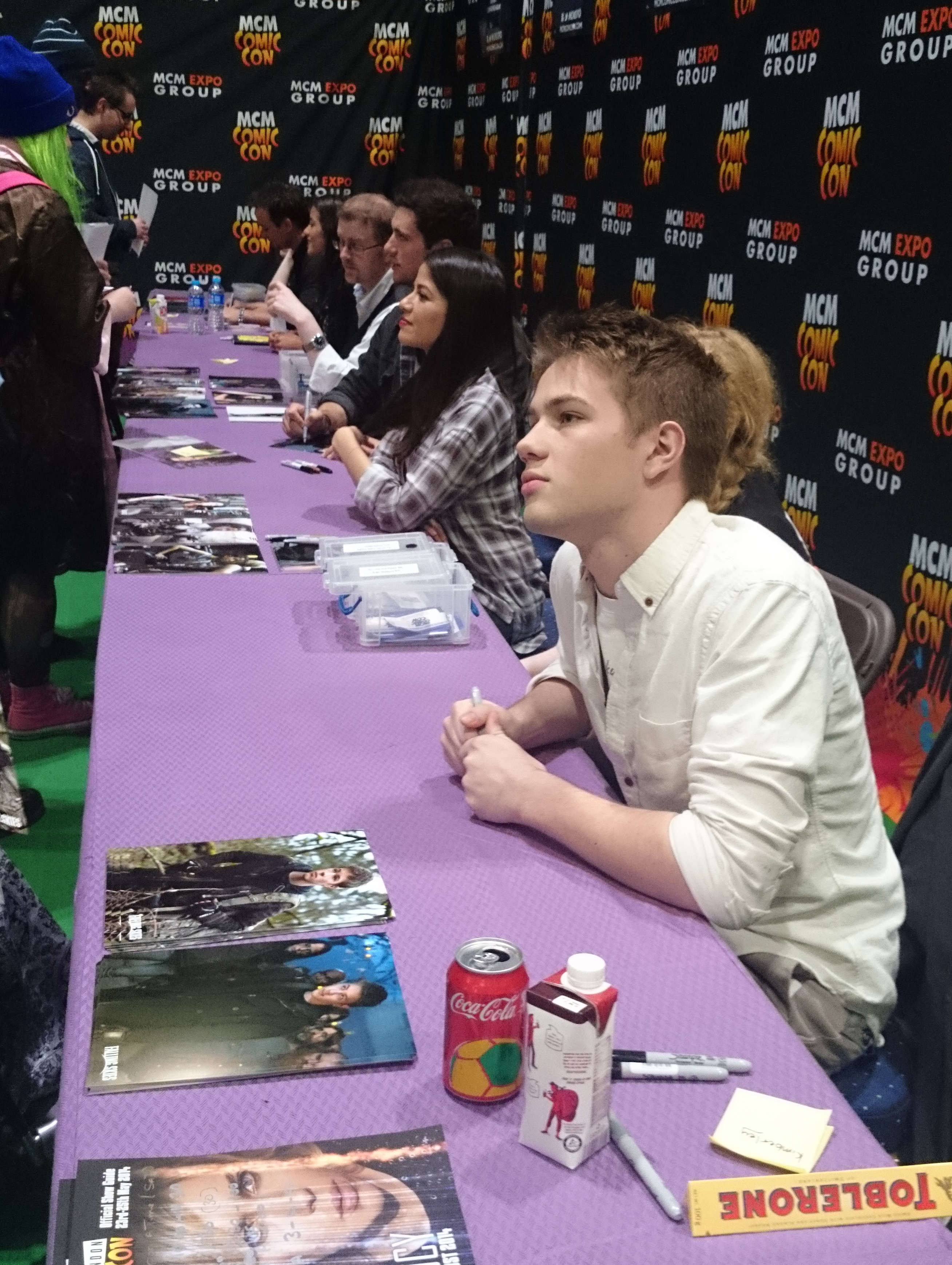
Jessup na London Comic Con (2014)

### Tvorba filmu
V mnoha rozhovorech uvedl, že jeho záměrem je pracovat ve filmovém průmyslu mimo herectví, jako režisér a filmař. V rozhovoru pro Toronto Star řekl, že režie „je tam, kde jsou momentálně moje mysl a srdce“. V roce 2014 si zahrál v krátkém filmu Fragments a v roce 2015 měl na Mezinárodním filmovém festivalu v Torontu v roce 2015 premiéru krátký film Boy, který napsal a režíroval a byl financován bravoFACT.
V roce 2016 byl Jessup zařazen do každoročního seznamu 25 nových tváří nezávislého filmu časopisu Filmmaker Magazine. Jeho krátký film Lira's Forest, který napsal a režíroval, měl premiéru na Mezinárodním filmovém festivalu v Torontu v roce 2017. Chce tento příběh rozšířit o celovečerní film Simon's Forest.
V roce 2017 bylo oznámeno, že bude režírovat dokumentární profil thajského filmaře Apichatpong Weerasethakul pro FilmStruck a The Criterion Collection. Film byl distribuován na jaře 2018.
V roce 2019 produkoval omnibusový film 30/30 Vision: 3 Decades of Strand Releasing, který zahrnoval krátké filmy Iry Sachse, Catherine Breillat, Cindy Sherman, Athiny Rachel Tsangari, Bradyho Corbeta, Rithy Pahn, Lulu Wang a dalších. Do programu přispěl vlastním filmem Night Flight, inspirovaným knihou Antoina de Saint-Exupéryho.

## Influence
Jako režisér vyjádřil zvláštní fascinaci nad japonským filmem a kulturou a v rozhovorech uvedl, že je velmi ovlivněn východoasijskou kinematografií, včetně režisérů Hirokazu Kore-eda, Edwarda Yanga, Yasujirō Ozu, Hayao Miyazaki, Isao Takahata a Apichatpong Weerasethakul. Také vyjádřil obdiv k režisérům Abbás Kiarostamí, Andrew Haigh a Ira Sachs.

## Osobní život
Je gay a veřejně to přiznal v příspěvku na Instagramu v červnu 2019.

## Filmografie

### Filmy
| rok  | název                                        | role         | typ                             |
| ---- | -------------------------------------------- | ------------ | ------------------------------- |
| 2012 | Blackbird                                    | Sean Randall |                                 |
| 2014 | Skating to New York                          | Casey Demas  |                                 |
| 2014 | Little Coffins                               | N/A          | krátký film; spisovatel/režisér |
| 2014 | Fragments                                    | Alex         | krátký film                     |
| 2015 | Boy                                          | N/A          | krátký film; spisovatel/režisér |
| 2015 | Crazy House                                  | Beckett      | krátký film                     |
| 2015 | Closet Monster                               | Oscar Madly  |                                 |
| 2017 | Lira's Forest                                | N/A          | krátký film; spisovatel/režisér |
| 2018 | A.W. A Portrait of Apichatpong Weerasethakul | režisér      | dokumentární                    |
| 2019 | Strange But True                             | Ronnie       |                                 |
| 2019 | Dissapearance at Clifton Hill                |              |                                 |
| 2019 | White Lie                                    | Owen         |                                 |
| 2019 | Night Fight                                  | N/A          | krátký film; spisovatel/režisér |

### Televize
| rok             | název                        | role                | poznámka |
| --------------- | ---------------------------- | ------------------- | --- |
| 2007            | The Jon Dore Television Show | Bat Throwing Kid #3 | Epizoda: „Jon Gets Scared“ |
| 2008-2009       | The Saddle Club              | Simon Atherton      | Hlavní role (série 3) |
| 2011            | King                         | Ben Moser           | Epizoda: „Eleni Demaris“ |
| 2011-2015       | Falling Skies                | Ben Mason           | Hlavní role Nominace – Saturn Award za nejlepší výkon mladého herce v televizním seriálu Nominace — Young Artist Award za nejlepšího mladého herce ve vedlejší roli v televizním seriálu |
| 2016            | American Crime               | Taylor Blaine       | Hlavní role (sezóna 2) |
| 2017            | American Crime               | Coy Henson          | 4 epizody (sezóna 3) |
| 2020-současnost | Locke & Key                  | Tyler Locke         | Hlavní role |
| 2021            | Canada's Drag Race           |                     | Hostující soudce, epizoda: „Snatch Game“ |